# Harry Fredrik Albihn

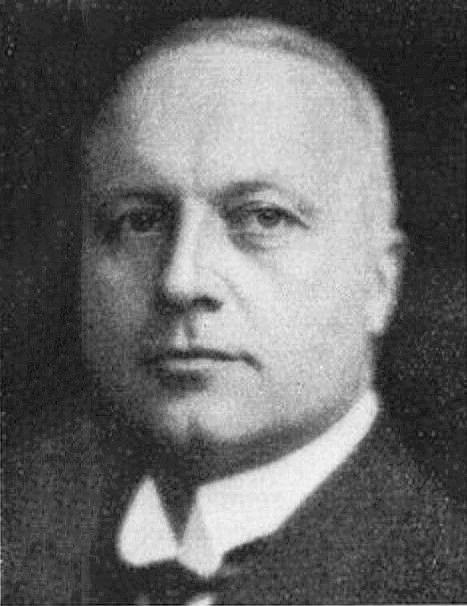
Harry Albihn.

Harry Fredrik Albihn, född 11 december 1880 i Göteborg, död 30 januari 1940 i Stockholm, var en svensk civilingenjör.

## Biografi
Harry Albihn var son till ingenjören och disponenten Albin Fredrik Albihn och Anna Mathilda Petersson. Han avlade studentexamen i Göteborg 1899 och utexaminerades från KTH i Stockholm 1903. Samma år anställdes han vid Theodor Wawrinskys patentbyrå. Åren 1905 till 1908 tjänstgjorde han vid AB Separators patentavdelning. Därefter återgick han till Wawrinskys patentbyrå och blev där föreståndare 1908, delägare 1910 och ensam ägare 1920. I januari 1934 ändrades företagets namn till H. Albihns patentbyrå. Ända fram till sin död 1940 var han byråns direktör och ledare. 

## Familj
Harry Albihn var gift med Margot Ingeborg Amalia Beckeman (född 1874). Paret hade tre barn: Harriet (född 1908), Margot (född 1910) och Karin (född 1912). Den senare blev känd som skådespelare under namnet Karin Albihn. Från 1925 bodde familjen i stadsvillan Tofslärkan 9 i Lärkstaden i Stockholm. Modern, som kom från en enklare småborgerlig småstadsmiljö, fann sig inte tillrätta i det högborgerliga hemmet med dess krav och tog sitt liv 1928. Harry fann sin sista vila på Norra begravningsplatsen där han gravsattes den 4 juni 1940.